# 울산문수야구장
울산문수야구장(蔚山文殊野球場,  영어: Ulsan Munsu Baseball Stadium)은 울산광역시 남구 옥동에 위치한 야구장이다. 2012년 9월 28일 착공하였으며 2014년 3월 22일 개장하였고 해당 구장이 개장되기 전까지 울산에는 한동안 정규 야구장이 없었다.
2013년부터 NC 다이노스의 홈구장으로 사용된 마산종합운동장 야구장을 대체해 2014년 4월 4일부터 롯데 자이언츠의 제2홈구장으로 사용되고 있는데 같은 해 시범경기 한화 2연전(3월 22일~23일), 2015년 삼성 시범경기 2연전(3월 17일~18일) 2016년 3월 8일부터 3월 13일까지  롯데  주최 시범경기가 해당 장소에서 개최됐다.

2018년 KBO 올스타전이 7월 14일 개최되었으며 두산 베어스와 kt 위즈가 2021년 2차 전지훈련을 이 곳에서, 두산 베어스가 2022년 2차 전지훈련을 해당 구장에서 치렀으며 NC 다이노스가 2025년 5월 16일부터 해당 구장을 임시 홈구장으로 사용한다.

## 시설
경남은행은 문수야구장에 설치할 가로 27m, 세로 9.4m 규모의 대형 전광판(14억 5100만원)과 보조 1기, 볼카운트 1기 등 총 22억 5000만원 상당의 전광판을 제작해 기부하였다.
국내 야구장 최초의 곡면 전광판이 설치되어 있다.

## 이야기거리
- 2019년 6월 5일 한화 이글스와 롯데 자이언츠 8회초 경기 도중에 제러드 호잉이 친 내야 플라이가 유격수 신본기의 머리를 맞고 공이 다시 떠서 좌익수 전준우에게 곧바로 잡아내는 아웃이 발생했다.[7] 이는 미국의 MLB.com에 오르며 전세계적인 이야깃거리가 되기도 했다.